# Теденбю, Маттиас
Маттиас Теденбю (швед. Mattias Tedenby; 21 февраля 1990, Ветланда, Швеция) — шведский хоккеист, левый нападающий. В настоящее время является игроком клуба ХВ71.
Воспитанник хоккейной школы ХК «Вернаму». Выступал за ХВ71, «Олбани Девилз» (АХЛ), «Нью-Джерси Девилс».
В чемпионатах НХЛ сыграл 120 матчей (10+20). В чемпионатах Швеции — 196 матчей (41+39), в плей-офф — 45 матчей (9+6).
В составе сборной Швеции участник чемпионата мира 2011 (9 матчей, 1+2). В составе молодёжной сборной Швеции участник чемпионатов мира 2009 и 2010. В составе юниорской сборной Швеции участник чемпионатов мира 2007 и 2008.

## Достижения
- Серебряный призёр чемпионата мира (2011)
- Чемпион Швеции (2008, 2010), серебряный призёр (2009)
- Серебряный призёр молодежного чемпионата мира (2009), бронзовый призёр (2010)
- Бронзовый призёр юниорского чемпионата мира (2007).